# Hanöbukten
Hanöbukten – zatoka Morza Bałtyckiego, znajduje się u południowych wybrzeży Szwecji. Głębokość tej zatoki dochodzi do ok. 60 m.
Zatoka rozciąga się od półwyspu Listerlandet na północy, Parku Narodowego Stenshuvud w okolicach Kivik na południu. Wybrzeże zatoki znajduje się głównie w Skanii, w mniejszej części na północy w Blekinge. 
Nazwa zatoki pochodzi od wyspy Hanö, która leży u północnego wejścia do zatoki.
Główne porty morskie zatoki to: Sölvesborg, Åhus, Kivik.